# Comté de Newton (Indiana)
Pour les articles homonymes, voir Comté de Newton.
Le comté de Newton (Newton County) est l'un des comtés de l'État de l'Indiana. Le siège du comté se situe à Kentland. Il fait partie de l'aire métropolitaine de Chicago.
La population totale du comté s'élevait à 14 244 habitants en 2000.